# 이인재 (축구 선수)
이인재(1992년 5월 13일 ~ )는 대한민국의 축구 선수이다. 포지션은 수비수이며 현재 K리그2의 김포 FC 소속이다.